# Sofia Open 2020
Il Sofia Open 2020 è stato un torneo di tennis giocato sul cemento indoor nella categoria ATP Tour 250 nell'ambito dell'ATP Tour 2020. È stata la quinta edizione del Torneo di Sofia e ultimo torneo dell'anno, prima delle ATP Finals 2020. Si è giocato all'Arena Armeec di Sofia, in Bulgaria, dal 8 al 14 novembre 2020.

## Partecipanti

### Teste di serie
| Nazionalita | Giocatore             | Ranking* | Testa di serie |
| ----------- | --------------------- | -------- | -------------- |
| Canada      | Denis Shapovalov      | 12       | 1              |
| Canada      | Félix Auger-Aliassime | 21       | 2              |
| Australia   | Alex de Minaur        | 25       | 3              |
| Germania    | Jan-Lennard Struff    | 35       | 4              |
| Francia     | Adrian Mannarino      | 36       | 5              |
| Australia   | John Millman          | 38       | 6              |
| Georgia     | Nikoloz Basilašvili   | 39       | 7              |
| Croazia     | Marin Čilić           | 43       | 8              |

* Ranking al 2 novembre 2020.

### Altri partecipanti
I seguenti giocatori hanno ricevuto una wild card per il tabellone principale:
- Adrian Andreev
- Dimitar Kuzmanov
- Jonáš Forejtek

I seguenti giocatori sono entrati nel tabellone principale passando dalle qualificazioni:

- Tarō Daniel
- Aslan Karacev
- Gilles Simon
- Viktor Troicki

I seguenti giocatori sono entrati nel tabellone principale come lucky loser:
- Marc-Andrea Hüsler
- Martin Kližan
- Illja Marčenko

### Ritiri
Prima del torneo
- Kevin Anderson → sostituito da  Jannik Sinner
- Pablo Andújar → sostituito da  Illja Marčenko
- Roberto Bautista Agut → sostituito da  Adrian Mannarino
- Pablo Carreño Busta → sostituito da  Andrej Martin
- Karen Chačanov → sostituito da  Pablo Andújar
- Borna Ćorić → sostituito da  Stefano Travaglia
- Laslo Đere → sostituito da  Martin Kližan
- Fabio Fognini → sostituito da  Marin Čilić
- Taylor Fritz → sostituito da  Jordan Thompson
- Ugo Humbert → sostituito da  Richard Gasquet
- Miomir Kecmanović → sostituito da  Laslo Đere
- Filip Krajinović → sostituito da  Roberto Carballés Baena
- Dušan Lajović → sostituito da  Jahor Herasimaŭ
- Gaël Monfils → sostituito da  Ugo Humbert
- Kei Nishikori → sostituito da  Márton Fucsovics
- Guido Pella → sostituito da  Vasek Pospisil
- Milos Raonic → sostituito da  Radu Albot
- Casper Ruud → sostituito da  John Millman
- Diego Schwartzman → sostituito da  Yūichi Sugita
- Jordan Thompson → sostituito da  Salvatore Caruso
- Stefano Travaglia → sostituito da  Marc-Andrea Hüsler

## Partecipanti al doppio

### Teste di serie
| Nazione     | Giocatore     | Nazione     | Giovatore              | Ranking* | Testa di serie |
| ----------- | ------------- | ----------- | ---------------------- | -------- | -------------- |
| Austria     | Jürgen Melzer | Francia     | Édouard Roger-Vasselin | 49       | 1              |
| Regno Unito | Jamie Murray  | Regno Unito | Neal Skupski           | 50       | 2              |
| Australia   | Max Purcell   | Australia   | Luke Saville           | 75       | 3              |
| Belgio      | Sander Gillé  | Belgio      | Joran Vliegen          | 78       | 4              |

* Ranking aggiornato al 2 novembre 2020.

### Altri partecipanti
Le seguenti coppie hanno ricevuto una wildcard per il tabellone principale:
- Alexander Donski /  Vasko Mladenov
- Dimitar Kuzmanov /  Viktor Troicki

### Ritiri
Durante il torneo
- Jürgen Melzer

## Punti e montepremi
| Torneo              | V        | F        | SF       | QF      | 2T      | 1T      | Q    | Q2      | Q1      |
| Singolare           | 250      | 150      | 90       | 45      | 20      | 0       | 12   | 6       | 0       |
| Premi in denaro (€) | 24 880 € | 19 795 € | 13 195 € | 9 240 € | 7 425 € | 5 415 € | N.D. | 2 645 € | 1 375 € |
| Doppio              | 250      | 150      | 90       | 45      | N.D.    | 0       | N.D. | N.D.    | N.D.    |
| Premi in denaro (€) | 8 840 €  | 6 450 €  | 5 120 €  | 3 790 € | N.D.    | 2 850 € | N.D. | N.D.    | N.D.    |

## Campioni

### Singolare
Jannik Sinner ha sconfitto in finale  Vasek Pospisil con il punteggio di 6-4, 3-6, 7–6(3).
- È il primo titolo in carriera per Sinner.

### Doppio
Jamie Murray /  Neal Skupski hanno conquistato il titolo a seguito del ritiro di  Jürgen Melzer /  Édouard Roger-Vasselin.